# Средства массовой информации США
Средства массовой информации США — совокупность СМИ в США.
СМИ США отличаются высокой степенью монополизированности. Так, если в 1880 г. 61 % всех городских ежедневных газет в США имели конкурентов в своем городе, то в 1930 — 21 %, в 1940 г. — 13 %, в середине 1970-х гг. — всего 3 %. К концу прошлого столетия только в 15 городах США выходили газеты, имеющие хотя бы формального местного «конкурента», а общее количество издаваемых в США газет было меньше, чем в XIX в.
К концу прошлого столетия в США полностью доминировали 11 источников распространения новостей: три телевизионных сети (АВС, CBS, NBC), три популярных журнала («Тайм», «Ньюсуик», «Ю. С. Ньюс энд уорлд рипорт»), три газеты («Нью-Йорк Таймс», «Вашингтон Пост» «Уолл-стрит-джорнел»), два информационных агентства («Ассошиэйтед Пресс» и «Юнайтед Пресс Интернейшнл»).

## История
Во время Первой мировой войны Конгресс США одобрил акт о шпионской деятельности (1917) и акт о подстрекательстве к бунту (1918). Эти акты провозглашали незаконными публикацию каких-либо материалов, критикующих политику правительства США или поддерживающих его противников. Правительство опасалось распространения антивоенных настроений с подачи оппозиционных выступлений в прессе.
Сейчас также контролируется освещение зарубежных военных операций.

## Пресса
Хорошо известны газеты «Нью-Йорк таймс» (The New York Times), «Ю-Эс-Эй тудей» (USA Today) и «Уолл-стрит джорнэл» (The Wall Street Journal). Хотя стоимость издания увеличилась за эти годы, цена вышеперечисленных газет в целом оставалась низкой, заставляя газеты в большей степени полагаться на доходы от рекламы и публикуемых статей.
В США (и ряде других стран) можно встретить газеты объёмом почти в 100 страниц (российские, в частности, невелики по объёму — максимум 32 страницы).
За очень немногими исключениями, все газеты в США находятся в частной собственности или в крупных сетях (таких, как Gannett или McClatchy), которые владеют десятками или даже сотнями газет. Крупные города часто имеют «альтернативные еженедельники» — в дополнение к ежедневным газетам (напр., в Нью-Йорке это «Вилледж войс» (The Village Voice), а в Лос-Анджелесе — LA Weekly).
С 2008 года Интернет в США стал более важным источником информации, чем ежедневные газеты; в 2009 г. только 19 % жителей США в возрасте от 18 до 35 лет просматривают бумажную прессу. Газеты читают лишь 35 % опрошенных, средний возраст читателей «бумажных» газет равен 55 годам.
Общий тираж выпускаемых в США газет с 1989 по 2009 годы сократился с 62 до 49 млн экземпляров в день. Это, а также разразившийся осенью 2008 г. мировой финансовый кризис, вынуждает некоторые газеты переходить на онлайновую версию (так, достаточно авторитетная в США газета «Крисчен сайенс монитор» (Christian Science Monitor) объявила об отказе с середины 2009 г. от «бумажной» версии и переходе на публикацию в Интернете, в бумажном виде газета будет выходить лишь раз в неделю).

## Информационные агентства
Информационное агентство США (ЮСИА, USIA) — информационное агентство функционировало с 1953 года как независимое агентство иностранных дел в пределах исполнительной власти правительства, для проведения общественной дипломатии в поддержку американской внешней политики.
Под сферу их деятельности попадают практически все страны мира, в том числе и Россия. ЮСИА является основным органом исполнительной власти, ответственным за информирование и консультации президента, госсекретаря и других руководителей государства по вопросам международного общественного мнения и реакцию на внешнеполитические действия США.
ЮСИА располагает 190 отделениями в 142 странах. На службе в агентстве состоят 6300 сотрудников, более 2500 из которых наняты за рубежом для работы в местных представительствах агентства. Деятельностью зарубежных отделений управляют 520 сотрудников, командируемых из США. Наличие собственной страницы в Интернет делает данные информационные ресурсы доступными практически из любой точки мира 24 часа в сутки. В распоряжении ЮСИА находится система спутникового телевидения «Уорлднет» (Worldnet), позволяющая круглосуточно передавать информационные материалы и выступления американских государственных деятелей практически по всему миру, используя технические мощности в посольствах США и представительствах ЮСИА.

## Телевидение
К концу XX века в США доминировали три телевизионных сети: ABC, CBS, NBC.
Также широко известны «Fox», CNN, MTV, «Home Box Office», «PBS» (Общественная служба вещания). Кабельное телевидение предлагает сотни каналов, обслуживающих различные группы населения.
Телевидение продолжает оставаться самым популярным источником новостей: около 70 % опрошенных сообщили, что следят за новостями через телевидение.

## Радиовещание
Количество радиостанций в США — 4793, количество FM-станций — 5662.

Кроме того, есть 1460 станций Общественного радио США («National Public Radio», NPR, Национальное общественное радио), большинство из этих станций принадлежат руководству университетов и государственных органов, и финансируются за счет государственных или частных фондов. «National Public Radio» было зарегистрировано в феврале 1970 года в соответствии с Законом об общественном вещании 1967 года. Существует его телевизионный аналог, PBS. NPR и PBS работают независимо друг от друга.

Американцы слушают радиопрограммы, в среднем, два с половиной часа в день.
См. также Clear Channel, Infinity Broadcasting Corporation, ABC Radio Network; цифровое радио.

### Зарубежное вещание
В настоящее время система госвещания США на зарубежные страны объединяет пять информационных служб, подотчётных Совету. Три из них, Голос Америки (Voice of America), Office of Cuba Broadcasting (Радио и телевидение Марти, Radio and TV Marti) , имеют статус федеральных программ, в то время как РС/РСЕ (Radio Free Europe/Radio Liberty) и Свободная Азия (Radio Free Asia) являются частными некоммерческими корпорациями.
Штат указанных служб насчитывает более 3300 сотрудников, занятых подготовкой и выпуском программ на английском и 60 иностранных языках продолжительностью 1750 часов эфирного времени в неделю. Их финансирование осуществляется из федерального бюджета по статье расходов на внешнеполитическую деятельность правительства США (385 млн долл. в 1996).
- Информационное агентство США (ЮСИА)
- Агентство США по глобальным медиа

## Интернет
В последнее десятилетие Интернет стал в США более важным источником информации, чем ежедневные газеты. Около 40 % опрошенных людей сообщили[когда?], что для ознакомления с новостями используют интернет-источники, такие, как электронные версии обычных газет или специализированные новостные сайты.
Согласно исследованиям, проведённым американской организацией Pew Research Center for the People & the Press, в 2008 году Интернет в США стал более важным источником информации, чем ежедневные газеты.